# 陈震中

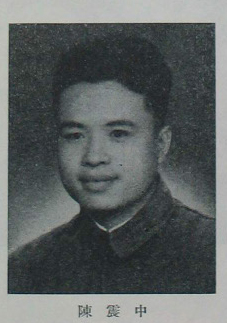

陈震中（1926年—）浙江海宁人，中华人民共和国官员。

## 生平
陈震中是陈巳生的次子。1937年，进入上海中学念初中。时值抗日战争爆发，日军发动八一三事变进攻上海，其父陈巳生积极参加抗战。后来陈震中也在学校参加反对汉奸汪精卫的活动。1943年，陈震中考入上海圣约翰大学医科。1945年2月，陈震中在圣约翰大学加入中国共产党。在上海从事地下学运工作时，陈震中和三弟陈震海以及钱其琛在同一个中共地下党支部。
1946年6月23日，为反对蒋介石发动第二次国共内战，上海市民派出代表赴首都南京请愿。陈震中等人被推选为学生代表，与人民代表马叙伦、胡厥文、蒉延芳、雷洁琼等11人组成上海人民和平代表团，乘坐火车赴南京。在南京下关火车站下车后，代表们当即遭到预先聚在站台上的国民党特务和打手的殴打，马叙伦、雷洁琼、阎宝航、陈震中身受重伤，此即“下关惨案”。惨案发生后，在南京的中共代表周恩来、董必武、滕代远、邓颖超、齐燕铭等人迅速赴医院看望伤者。7月5日，毛泽东、朱德委托周恩来转发慰问电，对陈震中等伤者表示慰问。陈震中在上海的家人此时十分焦急，因陈巳生身份特殊无法出面，乃由陈震中的继母徐剑英独自赴南京，将陈震中接回上海，并且日夜在陈震中身边守护。
因为国民党政府下令要逮捕陈震中，经中共党组织安排，陈震中在胞弟陈震海（也是中共地下党员）的掩护下，化装离开上海赴香港。1948年，陈震中经中共党组织安排，离开香港赴中共中央驻地西柏坡，参加中华全国学生第14届代表大会的筹备工作，任大会筹委会主任。1949年3月召开的此次大会上，陈震中作为上海学联代表，当选为中华全国学生联合会副主席。
1949年9月底，中国人民政治协商会议第一届全体会议选举了中央人民政府委员会。执行主席刘少奇、李立三等任选举总监督，另外由主席团指定60人分为20组监票。陈震中等人是第14组监票人，胡耀邦等人是第19组监票人。1949年10月1日，陈巳生、陈震中父子应邀参加了中华人民共和国开国大典。
1951年，陈震中任中国新民主主义青年团上海市委军体部长。后来任华东工委军体部副部长，1953年任华东区体委办公室副主任。1954年底，华东体委撤销，陈震中调国家体委工作。1958年，陈震中调回上海，任上海市体委竞技指导科副主任。1963年至1966年2月，任上海市体委党委副书记。后曾任上海市体委革命委员会副主任、科技情报研究所副所长等职。